# Погонь (футбольный клуб, Стрый)
«Погонь» Стрый (пол. Pogoń Stryj; официальное название Стрыйский Спортивный Клуб Погонь Стрый) — польский футбольный клуб из Стрыя.

## История

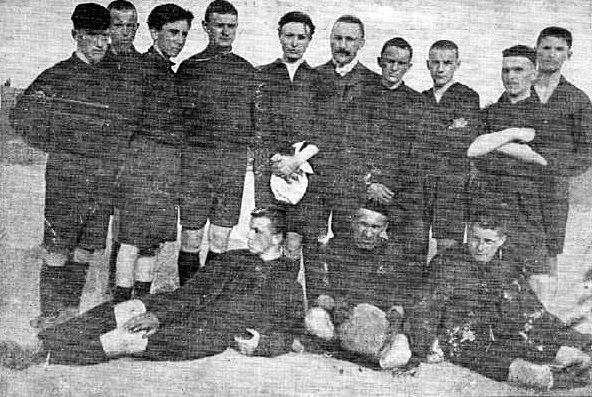
Погонь (Стрый), 1908 год

Основан в 1906 году. Один из первых клубов основанных на территории Западной Украины, которая тогда входила в состав Польши.
Клуб никогда не играл в польской высшей лиге, а его самым большим достижением был выход из Станиславского футбольного округа в сезоне 1936 до фазы плей-офф, где он потерпел сокрушительное поражение от клуба «Краковия» (0:3 и 0:11). Затем выступал в львовском футбольном округе. В сентябре 1939 года, когда началась Вторая мировая война, клуб прекратил существование.

## Предыдущие названия
- 1906—1939: СКС Погонь Стрый (пол. SKS [Stryjski Klub Sportowy] Pogoń Stryj)

## Титулы и достижения
- Чемпионат Польши:
  - чемпион окружной лиги Станиславского ОЗПН (1): 1936.